# Wilhelm Peters
Wilhelm Karl Hartwich Peters (22. dubna 1815, Koldenbüttel – 20. dubna 1883 Berlín) byl německý přírodovědec a cestovatel.
Nejprve vynikal jako asistent Johannese Petera Müllera, od roku 1858 pak jako správce Zoologického muzea v Berlíně, kde vystřídal Martina Lichtensteina. Důležitým životním bodem bylo září roku 1842, kdy podnikl cestu do Mosambiku a Angoly. Do Berlína se vrátil se spoustou nových poznatků o africké fauně, které byly po většinou sepsané v díle Naturwissenschaftliche Reise nach Mossambique auf Befehl Seiner Majestät des Königs Friedrich Wilhelm IV. in den Jahren 1842 bis 1848 ausgeführt (1852–82).